# جووانی گریمالدی
جووانی گریمالدی (ایتالیایی: Giovanni Grimaldi؛ ‏ ۱۴ نوامبر ۱۹۱۷ – ۲۵ فوریهٔ ۲۰۰۱) کارگردان فیلم، فیلم‌نامه‌نویس و روزنامه‌نگار اهل ایتالیا بود.
از فیلم‌هایی که وی در آن‌ها نقش داشته‌است، می‌توان به عشق‌بازان، خدمتکار منزل، برده، این دنیای دیوانهٔ دیوانهٔ ترانه، به‌راستی چه بر سر بیبی توتو آمد؟، آن دوران که به زن‌ها باکره می‌گفتند، بیوه دل‌ربا، انتقام خانم مورگان و در پاسگاه پلیس رخ داد اشاره نمود.